# Котяча вдячність
«Котяча вдячність» (яп. 猫の恩返し, Neko no Ongaeshi) — повнометражний аніме-фільм режисера Моріта Хіроюкі. Знятий студією «Studio Ghibli» у 2002 році.
«Котячу вдячність» створено на основі манґи Хііраґі Аоя. В фільмі йдеться про старшокласницю Хару, яка врятувала кота, що виявився принцом Котячого королівства. За це король котів обіцяє віддячити Хару. Але те, що добре на його думку, зовсім не годиться для людини.
У 2002 році фільм отримав приз на фестивалі Japan Media Arts.

## Сюжет
Хару, сором'язлива старшокласниця, одного разу рятує кота від збиття вантажівкою. Врятований кіт виявився принцом Котячого королівства на ім'я Рун. Інші коти віддячують Хару, але роблять це по-своєму: дарують валеріану та мишей, а принц пропонує їй одружитися з ним. Її неоднозначну відповідь коти сприймають як згоду.
Загадковий голос підказує Хару шукати великого білого кота Муту, який допоможе позбутися «дарів». Мута веде її в Котячу канцелярію, де вони зустрічають кота-барона Гумберта фон Ґіккінґена (персонажа «Шепоту серця») та ворона Тото; обоє — колишні статуетки, оживлені чарами. Невдовзі після зустрічі з ними Хару та Муту силоміць доставляють до Котячого королівства, а Тото та Барон лишаються у світі людей, щоб розшукати вхід до королівства. Вони знаходять це місце, помітивши згори п'ять озер, що слід котячої лапи.
Хару влаштовують бенкет у замку Котячого короля. Поступово вона перетворюється на кішку, а Король сподівається, що Хару стане підхожою нареченою для принца. Переодягнений барон пробирається на бенкет і танцює з Хару. Він застерігає, що коли Хару остаточно перетвориться на кішку, то вже не зможе стати людиною. Коли барона викривають, він змушений битися з охороною, йому та Хару допомагає біла кішк Юкі. Після того, як Юкі показує їм тунель для втечі, Хару, Барон і Мута вирушають крізь лабіринт до вежі, в якій міститься вихід до світу людей. Король всіляко затримує їхню втечу, щоб Хару перетворилася на кішку.
Принц Рун і його гвардійці повертаються до Котячого королівства, виявляючи, що Король без його згоди вирішив одружити Хару з Руном. Хару дізнається, що дивний голос, який порадив їй піти в Канцелярію, належав Юкі. У дитинстві Хару врятувала Юкі від голодної смерті, давши їй рибні крекери, й таким чином Юкі тепер віддячила їй. Після того, як Хару рішуче відмовляється одружуватися з Руном, той вирішує відстояти її вибір і допомагає втекти від солдатів Короля.
Зрештою Барон, Хару та Мута тікають із Котячого королівства за допомоги принца Руна й Тото. Барон каже Хару, що двері Котячої канцелярії завжди відчинені для неї. Опинившись удома, Хару дізнається від своєї подруги Хіромі, що її колишній коханий розлучився зі своєю дівчиною, на що відповідає: «Це вже не має значення».

## Персонажі

### Основні персонажі

Хару

Хару (яп. 吉岡ハル йошіока хару) — добра, але трохи сором'язлива дівчина. Вона живе разом зі своєю мамою, принаймні інших родичів в аніме в неї немає. Хару не вміє розпоряджатися своїм часом, тому вона часто спізнюється в школу і не встигає завершити свої справи. Вона з дитинства любить кішок, можливо розуміє котячу мову, принаймні так думає її мати, після того, як Хару нагодувала печивом кинуте кошеня. Вона не вважає себе красунею, але мріє звернути на себе увагу однокласника на ім'я Масіда, який її не помічає. Хару дружить зі своєю однокласницею Хіромі, з якою вона проводить багато часу.
Сейю: Ікевакі Тідзуру (яп. 池脇千鶴)

Барон

Барон (яп. バロン), або Барон Гумберт фон Ґіккінґен (нім. Humbert von Gikkingen, яп. フンベルト・フォン・ジッキンゲン фумберуто фон дзіккінґен) — приватний детектив з «Котячої канцелярії». Має людське тіло з котячою головою. Носить наглухо застібнутий одяг і рукавички, часто бере з собою циліндр і тростину, якою уміє відмінно фехтувати. Любить спеціальний сорт чаю, який щоразу має різний смак. Він дуже делікатний, лаконічний і має хороші манери і завжди знає вихід з будь-якої ситуації. Чудово ладнає зі своїм напарником по Канцелярії Мутою.
Сейю: Хакамада Йосіхіко (яп. 袴田吉彦)

### Другорядні персонажі

Котяча канцелярія: Тото везе Барона і десантує Муту

Рун та Юкі

Мута (яп. ムタ) — дуже товстий, кіт, який полюбляє поїсти і вирізняється величезною силою. Помічник Барона, також працює в «Котячій Канцелярії». Мута — його прізвисько, похідне від «Буту» (порося), а справжнє його ім'я Рінальдо Мун. Буркотливий, не любить чай Барона. Він постійно свариться з Тото. Але насправді Мута добрий і спокійний.
Сейю: Ватанабе Тецу (яп. 渡辺哲)
Тото (яп. トト) — величезний крук, оживлена скульптура. Помічник Барона, працює в «Котячій Канцелярії». Виконує функції повітряного транспорту, перевозячи Барона на своїй спині і Муту, тримаючи його в лапах. Любить тутові ягоди і часто пропонує додавати їх в чай Барона.
Сейю: Сайто Йосуке (яп. 斉藤洋介)
Рун (яп. ルーン ру: н) — спадковий принц Котячого королівства. Хару врятувала його від смерті під колесами вантажівки, за що його батько особисто відвідав Хару і виявив свою подяку, обіцяючи що видасть Хару заміж за свого сина і віддячить декількома «проєктами». Таємно закоханий в Юкі, служницю при королівському палаці. Командувач власної армії.
Сейю: Ямада Такаюкі (яп. 山田孝之)
Юкі (яп. ユキ) — служниця при палаці котячого королівства — наречена Принца Руна. Одного разу була врятована від голодної смерті Харою, яка нагодувала її крекерами у формі рибок. Допомагає Хару та Баронові вибратися з Королівства. Дуже скромна, але елегантна з рожевим бантом на шиї.
Сейю: Маеда Акі (яп. 前田亜季)
Котячий Король (яп. 猫王 неко о:) — офіційний титул: «Король Котячого Королівства, Король Серед Королів, Король Котів», батько принца Руна. Носить, як корону, величезний синій сапфір, який володіє якимись чарівними властивостями. Дуже злопам'ятний і гордовитий. Має звичку нікому не поступатися і не тримати обіцянки, порушуючи їх відразу ж.
Сейю: Тамба Тецуро (яп. 丹波哲郎)

## Музика
Cat Returns (Neko no Ongaeshi) OST — саундтрек-альбом до аніме фільму «The Cat Returns». Виконавець — Номі Юджі.
Список композицій:
1. Opening [0:31]
2. Haru, Okiteiru? [2:12]
3. Run Tono Deai [0:45]
4. Neko To Ohanashi [1:40]
5. Nekoou No Gyoretsu [1:19]
6. Neko No Ongaeshi [1:09]
7. Munashi Houkago [1:15]
8. Nazo No Koe [0:35]
9. Jujigai Nite [2:17]
10. Muta Wo Otte [1:06]
11. Youkoso Neko No Jimusho He [1:51]
12. Koukyu Heno Yuukai [2:25]
13. Koko Ga Neko No Kuni? [0:44]
14. Nekoou No Shiro He [2:02]
15. Nekoo? [1:05]
16. Neko Jungler No Rumba [0:19]
17. Haragei Neko No Porka [0:25]
18. Waltz Katzen Blut [1:38]
19. Watashi Wa Funbert von Zikkingen [3:16]
20. Otorija Nezo [0:48]
21. Meiro Kara No Tousou [2:19]
22. Run to Yuki [2:39]
23. Dassou [4:34]
24. Kaereta Watashi Kaeretanda! [3:25]
25. Kaze Ni Naru [4:09]
26. Baron [4:22]
27. Nekoou [4:02]
28. Haru No Boogie [3:05]
29. Pastorale [4:37]
30. Haru No Omoide [3:21]

## Рецензії
| Сайт               | Рецензент      | Оцінка                                                           | Примітки              |
| ------------------ | -------------- | ---------------------------------------------------------------- | --------------------- |
| Anime News Network | Карло Сантос   | Загальна: A- Сюжет: B+ Анімація: A Арт: A- Музика: B             | Рецензія на DVD/Фільм |
| AnimeOnDVD         | Паул Джеск'юс  | Загальна: A+ Аудіо: A- Відео: A- Меню: B Додаткові матеріали: A- | Рецензія на DVD/Фільм |
| THEM Anime Reviews | Ханнах Стентон | 4 з 5                                                            | Рецензія на фільм     |
| World Art          | Олексій Фадєєв | 8.0 з 10                                                         | Рецензія на фільм     |